# Валя-Рече (Муреш)
Валя-Рече (рум. Valea Rece) — село у повіті Муреш в Румунії. Входить до складу комуни Банд.
Село розташоване на відстані 274 км на північний захід від Бухареста, 17 км на захід від Тиргу-Муреша, 60 км на схід від Клуж-Напоки, 141 км на північний захід від Брашова.

## Населення
За даними перепису населення 2002 року у селі проживали 297 осіб.
Національний склад населення села:
| Національність | Кількість осіб | Відсоток |
| -------------- | -------------- | -------- |
| румуни         | 254            | 85,5%    |
| угорці         | 43             | 14,5%    |

Рідною мовою назвали:
| Мова      | Кількість осіб | Відсоток |
| --------- | -------------- | -------- |
| румунська | 257            | 86,5%    |
| угорська  | 40             | 13,5%    |